# Reo (araña)
Phobetinus
Reo es un género de arañas araneomorfas de la familia Mimetidae. Se encuentra en Estados Unidos y Kenia.

## Lista de especies
Según The World Spider Catalog 12.0:
- Reo eutypus (Chamberlin & Ivie, 1935)
- Reo latro Brignoli, 1979